# Plainevaux
 (mai 2021).
Si vous disposez d'ouvrages ou d'articles de référence ou si vous connaissez des sites web de qualité traitant du thème abordé ici, merci de compléter l'article en donnant les références utiles à sa vérifiabilité et en les liant à la section « Notes et références ».
Ne doit pas être confondu avec Plainevaux (Paliseul).

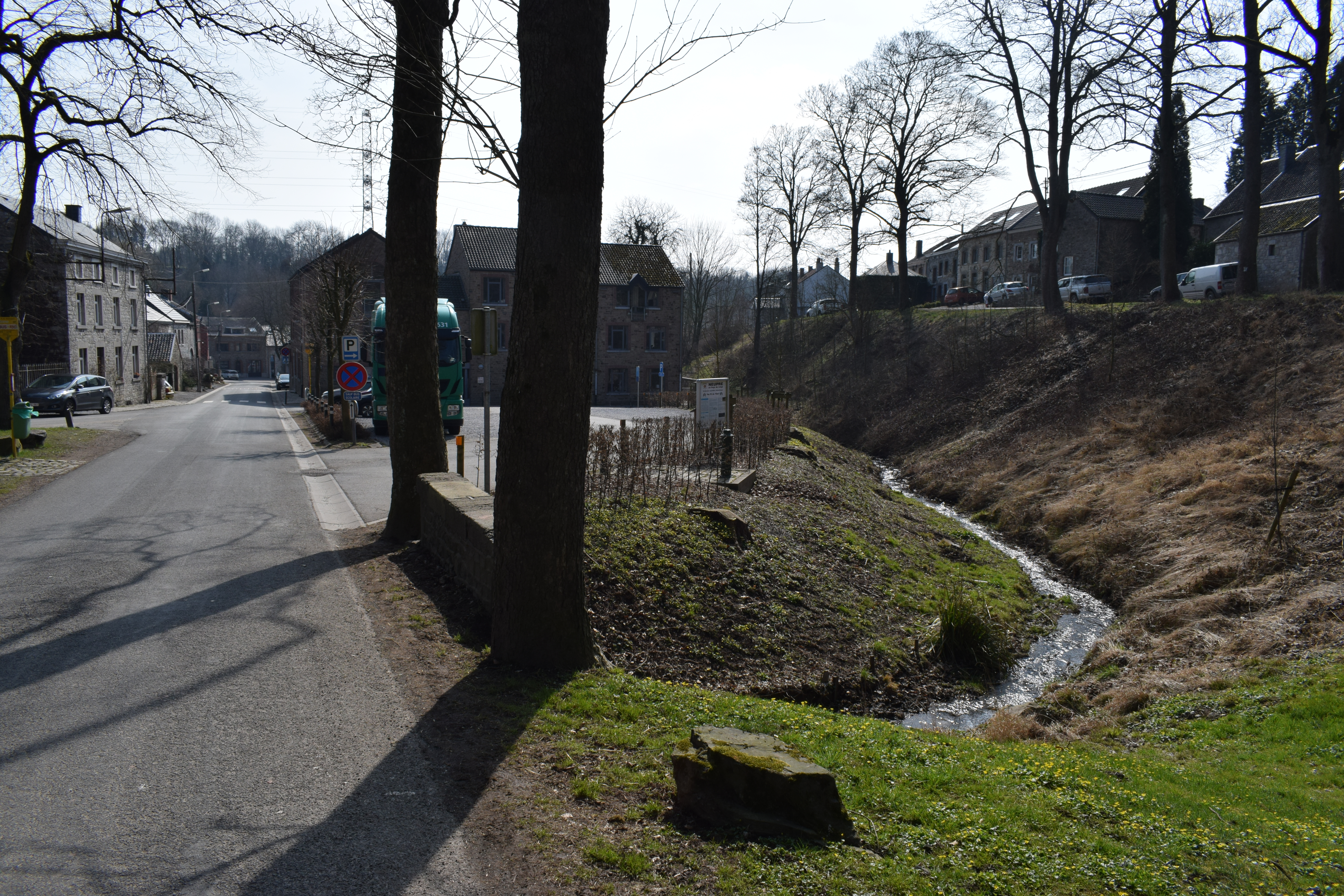
Vue de la rue du Centre à Plaineveaux.

Plainevaux (en wallon : Plinnevå) est une section de la commune belge de Neupré dans la province de Liège. C'était une commune à part entière avant la fusion des communes de 1977.

## Toponymie
La plus ancienne mention du nom de « Plainevaux » date de la fin du XIIe siècle (1188). Ce lieu était appelé Plana vallis qui signifie « vallée unie ». À cette époque, Gilles, comte de Clermont, fit la donation des territoires de Strivay (Estriveal), de Rosière et de Plana vallis à l'abbé de Signy afin que ce dernier y établisse une abbaye cistercienne. Cependant, le séjour leur parut si incommode qu'ils décidèrent, au bout de quelques années, de rejoindre Signy (dans les Ardennes françaises).
Outre cette étymologie, on relève également « Plana valle » (1196). Jadis, Plainevaux était également nommé « Pleinevaux » et « Plennevaux ».

### Confusion
Il existe un deuxième Plainevaux situé près de Bouillon sur la commune de Paliseul dans la province de Luxembourg en Belgique.

## Géographie

### Villages, hameaux et lieux-dits
L'ancienne commune abrite la localité de Houte-Si-Plou et le village de Strivay. La Roche-aux-faucons offre une vue magnifique sur la vallée de l'Ourthe et le hameau de Ham à Esneux.

## Démographie
- Sources : INS, Rem. : 1831 jusqu'en 1970 = recensements, 1976 = nombre d'habitants au 31 décembre.

## Histoire
Au XIIe siècle, Plainevaux dépend de la seigneurie d'Esneux qui est elle-même fief concédé à la famille des Duras-Montaigu-Clermont par les ducs de Limbourg.
En 1188, Gilles, comte de Clermont et de Duras fait don de Strivay, Plainevaux et Rosière aux moines de Signy afin qu'ils y établissent une abbaye. En 1196, Henri III, duc de Limbourg, complète cette donation en ajoutant sa terre d'Han, en face de la Rosière. Néanmoins, les moines ne sont pas satisfaits et dès 1197, ils décident de rentrer à Signy. En 1202, Hugues de Pierrepont, prince-évêque de Liège, leur confie une vallée située au lieu-dit « Champ des Maures ». Les moines vont s'y installer et fonder l'abbaye du Val Saint-Lambert.
En 1316, l'abbaye vend la seigneurie de Plainevaux à Jacques de Tongres. La même année, ce dernier décide de devenir vassal du duc de Brabant Jean III en lui faisant hommage de la terre de Plainevaux. À partir de ce moment, la seigneurie de Plainevaux va posséder un statut particulier. En effet, elle relève en fief de la cour féodale de Brabant, mais continue également de relever de la cour allodiale de Liège.
La seigneurie va se transmettre de génération en génération en ligne féminine jusqu'à ce que Marie de Nandrin, dame de Plainevaux, épouse Jean Hoen de Broeck au milieu du XVe siècle. Les Hoen de Broeck vont être les seigneurs de Plainevaux pendant près d'un siècle jusqu'au moment où Jehenne de Rahier, veuve de Thiry Hoen, épouse Guy de Fisenne. Un descendant de ce dernier, Jean Albert de Neuforge, décide le 12 octobre 1647, de revendre la seigneurie de Plainevaux à son ancien propriétaire, l'abbaye du Val Saint-Lambert pour 105 000 florins Brabant.
D'un point de vue religieux, à l'origine, Plainevaux faisait partie de la paroisse d'Esneux, mais en 1574, les habitants de Plainevaux, Strivay, Rosière et Martin sollicitent l'autorité épiscopale afin de pouvoir créer une nouvelle paroisse. Le prince-évêque Gérard de Groesbeek accepte et le 2 novembre de la même année. Il élève alors la chapelle de Saint-Nicolas et de Sainte Barbe de Plainevaux au rang de paroisse.